# Państwo zachodniofrankijskie
Państwo zachodniofrankijskie lub Królestwo Franków Zachodnich (łac. Francia occidentalis, Regnum Francorum Occidentalis) – państwo istniejące w latach 843–987.

## Historia
W 843 roku, na mocy traktatu w Verdun, państwo frankijskie zostało podzielone na 3 części. Część zachodnią (państwo zachodniofrankijskie) przejął Karol II Łysy (843-877), a następnie jego następcy z dynastii Karolingów. Po śmierci ostatniego króla z dynastii Karolingów zachodnich, Ludwika V Gnuśnego, koronę otrzymał Hugo Kapet, wywodzący się z rodu Robertynów, który dał początek dynastii Kapetyngów. Przekształcił on państwo zachodniofrankijskie w Królestwo Franków.